# Scullin Monolith
Scullin Monolith är en kulle i Antarktis. Den ligger i Östantarktis. Australien gör anspråk på området. Toppen på Scullin Monolith är 419 meter över havet.
Terrängen runt Scullin Monolith är platt åt sydost. Havet är nära Scullin Monolith norrut. Trakten är obefolkad. Det finns inga samhällen i närheten.